# Seligsprechung

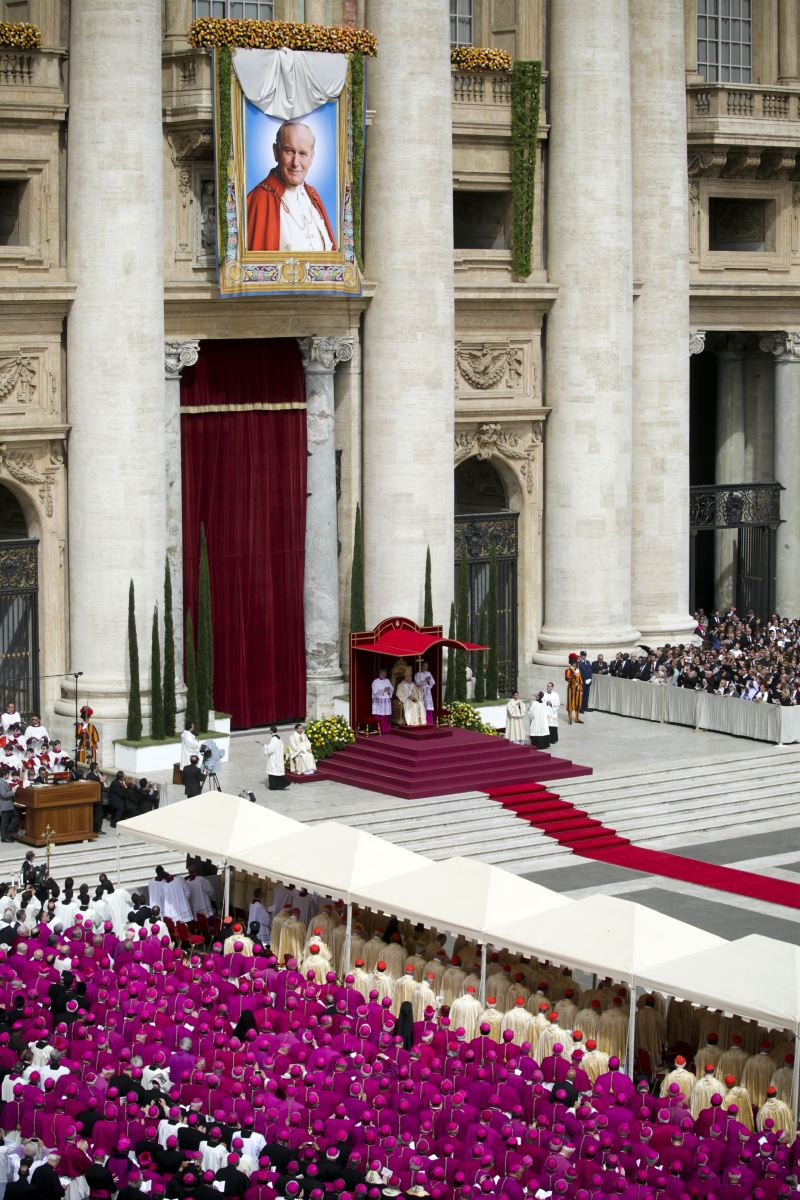
Seligsprechung Johannes Pauls II. auf dem Petersplatz in Rom

Eine Seligsprechung oder Beatifikation (von lateinisch beatus „selig“, „glücklich“ und facere „machen“, „tun“) ist in der römisch-katholischen Kirche ein kirchenrechtliches Verfahren, bei dessen Abschluss der Papst nach entsprechender Prüfung erklärt, dass ein Verstorbener als Seliger bezeichnet werden und als solcher öffentlich verehrt werden darf. Voraussetzung sind entweder das Martyrium oder ein heroischer Tugendgrad und – im Falle, dass es sich nicht um einen Märtyrer handelt – der Nachweis eines Wunders, das auf die Anrufung des Seligen und dessen Fürsprache bei Gott bewirkt wurde. Im Unterschied zur Heiligsprechung wird bei der Seligsprechung nur die Verehrung durch die Ortskirche gestattet.
Eine Heilig- oder Seligsprechung bedeutet nicht, dass eine Person „in den Himmel versetzt“ wird, sondern die Kirche bekundet so das Vertrauen, dass der betreffende Mensch die Vollendung bei Gott bereits erreicht hat. Sie hat somit auch insofern liturgische Bedeutung, als nun nicht mehr für den Seligen, sondern mit ihm gebetet und dieser um eine Fürsprache bei Gott angerufen werden kann.

## Begriff
Die Seligpreisungen sind Teil der Bergpredigt Jesus von Nazarets nach Matthäus 5  und Lukas 6 . In ihnen preist Jesus die geistlich und körperlich Armen, Leidtragenden, Hungernden, Weinenden, die um Christi willen Verfolgten und nach Gerechtigkeit Dürstenden ebenso wie Barmherzige, nicht Verdammende, Vergebende, Sanftmütige, Friedfertige und Menschen mit reinem Herzen glücklich und verheißt ihnen das Reich Gottes als vollkommene Lebenserfüllung, derer sie sich schon jetzt freuen können. Nach der Lehre der römisch-katholischen Kirche sind „Selige“ solche, die nach ihrem Tod unmittelbar in die ewige Anschauung Gottes gelangt sind.

## Geschichte
Im ersten Jahrtausend wurde nicht zwischen Seligen und Heiligen unterschieden, das Verfahren der Heiligsprechung war nicht formalisiert. Zunächst wurden Märtyrer als Heilige verehrt, ab dem 4. Jahrhundert auch Personen, die im Rufe der Heiligkeit gestorben waren, nach deren Tod außerordentliche Zeichen beobachtet wurden und die Verehrung durch die Gläubigen erfuhren. Dies betraf vor allem Kirchenlehrer gegen Häresien, Einsiedler, Mönche und Missionare. Wegen vorgekommener Missbräuche und um der liturgischen Verehrung größeres Gewicht zu geben, wandte man  sich wegen der Anerkennung eines Heiligen an den Papst. Als ersten sprach Papst Johannes XV. im Jahr 973 den Bischof Ulrich von Augsburg heilig.
Neben dieser Heiligsprechung durch den Papst approbierten auch die Diözesanbischöfe für ihr Bistum weiterhin die Verehrung Verstorbener mit einem hohen Tugendgrad.  Eine Seligsprechung war somit ursprünglich eine diözesane Heiligsprechung, und es bildete sich die Unterscheidung von Heiligen (Sanctus) päpstlichen Rechts und Seligen (Beatus) auf der Ebene einzelner Diözesen heraus. Als verehrungswürdiger galten jene Verstorbenen, die in das Martyrologium Romanum, den römischen Heiligenkalender für die Gesamtkirche, aufgenommen worden waren. 
Im 16. Jahrhundert ordneten die Päpste das Verfahren; Papst Sixtus V. gründete 1588 die Heilige Ritenkongregation, zu deren Aufgaben auch die Prozeduren der Heilig- und Seligsprechungen gehörten.

## Das Verfahren
Voraussetzungen für die Einleitung des Seligsprechungsprozesses sind der „Ruf der Heiligkeit“ (fama sanctitatis) und der „Ruf der Wundertätigkeit“ (fama signorum), die der Kandidat unter den Gläubigen genießen muss. Der „Ruf der Heiligkeit“ kann sich dabei nach Ansicht der Kirche nach einem Märtyrertod bilden oder durch die von Glaube, Liebe, Hoffnung und den Kardinaltugenden geprägte Lebensweise des Seligzusprechenden entstehen. Papst Franziskus fügte mit seinem Motu proprio Maiorem hac dilectionem eine – neben dem Martyrium oder einem „heroischen Tugendgrad“ (heroicitas virtutum) – dritte mögliche Grundlage für einen Selig- und Heiligsprechungsprozess hinzu: die Hingabe des Lebens (vitae oblatio). Gemeint sind Christen, die aus Nächstenliebe (propter caritatem) „frei und freiwillig“ ihr Leben hingaben.
Einer Seligsprechung geht der Seligsprechungsprozess voraus. Hier geht es vor allem um die Prüfung der Lebensführung des Seligzusprechenden und um die Untersuchung eines ihm zugeschriebenen Wunders. Ein Kirchenanwalt (lat. promotor justitiae, dt. Förderer der Gerechtigkeit, bis 1983 promotor fidei) hat dabei die Aufgabe, Tatsachen und Ereignisse herauszufinden, die einer Seligsprechung entgegenstehen.
Ein Seligsprechungsprozess darf nach kirchenrechtlichen Bestimmungen frühestens fünf Jahre nach dem Tod der betreffenden Person eröffnet werden. Der Papst kann von dieser Regel aber dispensieren, was in neuerer Zeit bei Mutter Teresa von Kalkutta (1999, nach zwei Jahren), Papst Johannes Paul II. (2005, nach nur drei Monaten) und der Fátima-Seherin Lúcia dos Santos (2008, nach drei Jahren) der Fall war. Ein Seligsprechungsprozess dauert oft mehrere Jahrzehnte, manchmal auch nur wenige Jahre. Im Zuge eines Seligsprechungsverfahrens wird, sofern dies möglich ist, ein Erheben der Gebeine bzw. eine Reliquientranslation durchgeführt. 
Wem im Prozessverlauf als erstem Schritt der heroische Tugendgrad attestiert wird, der darf ehrwürdiger Diener Gottes (venerabilis Dei servus) genannt werden.
Papst Benedikt XVI. kehrte zur bis 1975 üblichen Praxis der Kirche zurück, Seligsprechungen durch den Präfekten der Kongregation für die Selig- und Heiligsprechungsprozesse oder auch einen anderen beauftragten Bischof in den jeweiligen Diözesen oder einem anderen geeigneten Ort vorzunehmen. Dies kann als Schritt gewertet werden, die Seligsprechungen wieder mehr zu dezentralisieren. Diese Praxis hat beispielsweise den Vorteil, dass die Feier am Grab des Seligen stattfinden kann und die Teilnahme nicht den Rompilgern vorbehalten bleibt. Nur auf ausdrücklichen Wunsch des jeweiligen Bischofs oder bei römischen Seligen findet nun eine Seligsprechung in Rom statt. Die Proklamation erfolgt gewöhnlich im Rahmen einer Eucharistiefeier.
Die Seligsprechung spanischer Bürgerkriegsopfer 2007 war die zahlenmäßig bislang größte Seligsprechung der Geschichte. Es wurden 498 spanische Katholiken als Märtyrer seliggesprochen. 491 von ihnen waren Kleriker, sieben waren Laien. Die meisten von ihnen waren im Rahmen antiklerikaler Repressionskampagnen während der ersten Wochen nach dem franquistischen Staatsstreich von 1936 ermordet worden.

## Statistik
Bis zum Beginn des Pontifikates von Papst Johannes Paul II. wurden insgesamt 1260 Frauen und Männer seliggesprochen. Papst Johannes Paul II. sprach 1338 Personen selig, mehr als alle seine Vorgänger zusammen.